# بير براتلاند
بير براتلاند (بالنرويجية البوكمول: Per Bratland)‏ هو رئيس تحرير صحيفة ومصور نرويجي، ولد في 1907 في أوسلو في النرويج، وتوفي في 1988.